# Erioptera (Mesocyphona) spinifera
Erioptera (Mesocyphona) spinifera is een tweevleugelige uit de familie steltmuggen (Limoniidae). De soort komt voor in het Palearctisch gebied.